# Chen Ran
Chen Ran (kinesiska: 陈染, pinyin: Chén Rǎn), född 1962, är en kinesisk författare.
Chen Ran blev uppmärksammad under 1990-talet för sina noveller med individualistisk och feministisk inriktning. Flera av hennes berättelser har filmatiserats. Romanen Privatliv utkom i svensk översättning år 2012.